# マルガレーテ・フォン・ポンメルン
マルガレーテ・フォン・ポンメルン（ドイツ語：Margarethe von Pommern, 1366年ごろ - 1407年4月30日）は、オーストリア公エルンストの最初の妃。

## 生涯
マルガレーテはグリフ家のポメラニア公ボグスワフ5世とその2番目の妃アーデルハイト・フォン・ブラウンシュヴァイク＝オスターオーデ（ブラウンシュヴァイク＝グルベンハーゲン公エルンスト1世の娘）の娘である。マルガレーテの異母姉エリーザベトは神聖ローマ皇帝カール4世の4番目の妃で、後の皇帝ジギスムントの母となった。
同時代のレオポルト・フォン・ヴィーンはマルガレーテの美しさを称賛している。マルガレーテは青い目で赤みがかかったブロンドの髪であったという。性格については信頼できる資料がない。
マルガレーテとエルンストとの間の最終的な結婚契約書への署名は1392年12月19日にプレスブルクにおいて、ハンガリー王ジギスムントとオーストリア公アルブレヒト3世およびヴィルヘルムの間で行われた。この結婚は、ジギスムントの異母兄で当時ローマ王でもあったヴェンツェルに対する同盟の一環として決められた。結婚式はすでに1392年1月14日にブルック・アン・デア・ムーアで行われていたという。結婚後、マルガレーテはほとんどの期間をブライブルクで過ごし、この町の支配は夫エルンストとともにマルガレーテにゆだねられていた。1406年までマルガレーテは何回かウィーンを訪れている。
マルガレーテの没年については、文献により異なっている。『Necrologium Runense』によると、マルガレーテは1407年4月30日に死去したとされ、いくつかの文献で確認されている。一方、マルガレーテの義兄レオポルト4世は、1407年3月9日にマルガレーテとエルンストの結婚財産について触れており、この時にはまだマルガレーテが生存していたことがわかる。1407年7月に発行された文書には、エルンストはすでに再婚の手配をしている。
この結婚で子供がいなかったのか、それとも早世したのかは不明である。
マルガレーテはライン修道院に埋葬され、後に夫エルンストも埋葬された。

## マルガレーテの死とその後
1392年6月11日の結婚契約書においては、相続する子供がいなかった場合のマルガレーテの結婚財産の返却の手順について書かれている。エルンストがマルガレーテより先に死去した場合、結婚財産は甥ジギスムントに返却されるが、それはマルガレーテの死後のこととしている。しかし、マルガレーテがエルンストより先に死去した場合は、結婚財産はエルンストが保持し、死後はアルブレヒト3世、ヴィルヘルムまたはその子孫に相続されるとしている。この規定の重要な点は、この婚姻関係が終了した時にマルガレーテの持参金のすべてがジギスムントに返却されたわけではなく、大部分がアルブレヒト3世の手に渡ったということである。後年明らかに、ジギスムントは自分の取り分を受け取れなかった。しかし成功はしなかったものの、1411年から1430年くらいまでマルガレーテの結婚財産の返還をエルンスト、およびエルンストの死後はその弟フリードリヒ4世に要求している。